# Dizanje utega na Mediteranskim igrama 2013.
Dizanje utega na Mediteranskim igrama 2013. održavalo se od 21. do 26. lipnja. Sportaši su se natjecati u 28 disciplina u 14 težinskih kategorija po 14 u muškoj i 14 u ženskoj konkurenciji.

## Kalendar
| ● | Natjecanja | ● | Finala |

| Datum |    |    |    |    |    |    |    |    |    |    |    |    |
| 18    | 19 | 20 | 21 | 22 | 23 | 24 | 25 | 26 | 27 | 28 | 29 | 30 |
|       |    |    | ●  | ●  | ●  | ●  | ●  | ●  |    |    |    |    |

## Osvajači odličja

### Muškarci
| Kategorija |         | Zlato                    | Srebro                    | Bronca                          |
| 56 kg      | trzaj   | Khalil El Maoui Tunis    | Mirco Scarantino Italija  | Michael Steven Otero Španjolska |
| 56 kg      | izbačaj | Khalil El Maoui Tunis    | Mirco Scarantino Italija  | Michael Di Giusto Italija       |
| 62 kg      | trzaj   | Bünyamin Sezer Turska    | Ahmed Saad Egipat         | Kevin Caesemaeker Francuska     |
| 62 kg      | izbačaj | Ahmed Saad Egipat        | Bünyamin Sezer Turska     | Kevin Caesemaeker Francuska     |
| 69 kg      | trzaj   | Daniel Godelli Albanija  | Karem Ben Hnia Tunis      | Briken Calja Albanija           |
| 69 kg      | izbačaj | Daniel Godelli Albanija  | Karem Ben Hnia Tunis      | Briken Calja Albanija           |
| 77 kg      | trzaj   | Ramzi Bahloul Tunis      | Semih Yağcı Turska        | Mohamed Sultan Egipat           |
| 77 kg      | izbačaj | Ibrahim Abdelbaki Egipat | Ramzi Bahloul Tunis       | Mohamed Sultan Egipat           |
| 85 kg      | trzaj   | Tarek Abdelazim Egipat   | Giovanni Bardis Francuska | Theodoros Iakovidis Grčka       |
| 85 kg      | izbačaj | Tarek Abdelazim Egipat   | Nezir Sağır Turska        | Theodoros Iakovidis Grčka       |
| 94 kg      | trzaj   | Ervis Tabaku Albanija    | Ragab Abdalla Egipat      | Ossama Khattab Egipat           |
| 94 kg      | izbačaj | Ragab Abdalla Egipat     | Ossama Khattab Egipat     | Ervis Tabaku Albanija           |
| 105 kg     | trzaj   | David Kavelasvili Grčka  | Ahed Jugheli Sirija       | Walid Bidani Egipat             |
| 105 kg     | izbačaj | David Kavelasvili Grčka  | Ahed Jugheli Sirija       | Gaber Mohamed Egipat            |

### Žene
| Kategorija |         | Zlato                           | Srebro                          | Bronca                    |
| 48 kg      | trzaj   | Genny Pagliaro Italija          | Sibel Özkan Konak Turska        | Basma Ibrahim Egipat      |
| 48 kg      | izbačaj | Genny Pagliaro Italija          | Estefania Juan Tello Španjolska | Basma Ibrahim Egipat      |
| 53 kg      | trzaj   | Emine Şensoy Turska             | Ayşegül Çoban Turska            | Manon Lorentz Francuska   |
| 53 kg      | izbačaj | Ayşegül Çoban Turska            | Emine Şensoy Turska             | Manon Lorentz Francuska   |
| 58 kg      | trzaj   | Aylin Daşdelen Turska           | Esraa Ahmed Egipat              | Nadia Hosni Tunis         |
| 58 kg      | izbačaj | Aylin Daşdelen Turska           | Esraa Ahmed Egipat              | Nadia Hosni Tunis         |
| 63 kg      | trzaj   | Sibel Şimşek Turska             | Romela Begaj Albanija           | Sara Ahmed Egipat         |
| 63 kg      | izbačaj | Sara Ahmed Egipat               | Sibel Şimşek Turska             | Romela Begaj Albanija     |
| 69 kg      | trzaj   | Sara Ahmed Egipat               | Sibel Şimşek Turska             | Romela Begaj Albanija     |
| 69 kg      | izbačaj | Sara Ahmed Egipat               | Sibel Şimşek Turska             | Romela Begaj Albanija     |
| 75 kg      | trzaj   | Lidia Valentín Perez Španjolska | Abeer Khail Egipat              | Carlotta Brunelli Italija |
| 75 kg      | izbačaj | Lidia Valentín Perez Španjolska | Abeer Khail Egipat              | Figen Kaya Turska         |
| +75 kg     | trzaj   | Shaimaa Haridy Egipat           | Halima Abbas Egipat             | Marwa Jlassi Tunis        |
| +75 kg     | izbačaj | Shaimaa Haridy Egipat           | Halima Abbas Egipat             | Marwa Jlassi Tunis        |